# اد اسپریگ
اد اسپریگ (انگلیسی: Ed Sprague Jr.؛ زادهٔ ۲۵ ژوئیهٔ ۱۹۶۷) بازیکن بیس‌بال اهل ایالات متحده آمریکا بود.
وی در مسابقات کشوری و بین‌المللی در مجموع برندهٔ ۱ مدال طلا، ۱ مدال نقره شده‌است.